# Ontario (Ohio)
Pour les articles homonymes, voir Ontario (homonymie).
Ontario est une ville américaine située dans le comté de Richland, dans l'Ohio. Selon le recensement de 2020, sa population est de 6 656 habitants.